# Agapórnis
Agapórnis (nome científico: Agapornis) é um género de ave Psittaculidae que possui nove espécies. Foram descobertos em 1793, no sudoeste da África. São aves barulhentas e ativas em liberdade e cativeiro, sendo dadas a demonstrações de afeto para membros da sua espécie e, eventualmente, donos humanos.[carece de fontes?]
Vivem em regiões secas e relativamente arborizadas. É uma ave colorida e pequena, que varia entre 11 cm e 15 cm (dependendo da espécie).
Vivem em pequenos bandos. Alimentam-se essencialmente de frutos, flores, folhas, ervas e sementes.
São animais de estimação (mascotes) de fácil manutenção, relatado por diversos criadores e donos de aves deste género.[carece de fontes?]
No Brasil, todas as espécies de Agapornis são chamadas popularmente por nomes iguais ou parecidos com os nomes binominais em latim, das espécies do gênero Agapornis.

## Espécies e subespécies
Oito das nove espécies de Agapornis podem ser encontradas na África continental. Uma é originária de Madagascar (Agapornis canus). Agapornis roseicollis pode ser encontrada em Angola e na Namíbia. A espécie Agapornis personatus encontra-se na Tanzânia. Cada espécie tem uma distribuição geográfica distinta. As espécies e subespécies são:
- Agapornis roseicollis, (Vieillot, 1818)
  - Agapornis roseicollis catumbella, B.P. Hall, 1952
  - Agapornis roseicollis roseicollis, (Vieillot 1818)
- Agapornis personatus, Reichenow, 1887
- Agapornis fischeri, Reichenow, 1887
- Agapornis lilianae, Shelley, 1894
- Agapornis nigrigenis, W.L. Sclater, 1906
- Agapornis canus, (Gmelin, 1788)[1]
  - Agapornis canus ablectaneus, Bangs, 1918
  - Agapornis canus canus, (Gmelin, 1788)[1]
- Agapornis taranta, (Stanley, 1814)
- Agapornis pullarius, (Linnaeus, 1758)
  - Agapornis pullarius pullarius, (Linnaeus, 1758)
  - Agapornis pullarius ugandae, Neumann, 1908
- Agapornis swindernianus, (Kuhl, 1820)
  - Agapornis swindernianus emini, Neumann, 1908
  - Agapornis swindernianus swindernianus, (Kuhl, 1820)
  - Agapornis swindernianus zenkeri, Reichenow, 1895

## Agapornis swindernianus

Filogenia do género Agapornis, com base em provas moleculares.

O Agapornis swindernianus é a única espécie de Agapornis de difícil domesticação devido à sua alimentação peculiar. Esta espécie depende, para a sua alimentação, de um figo africano disponível apenas no seu habitat natural. [carece de fontes?]

## Reprodução
Algumas espécies de Agapornis forram a cavidade do ninho com cascas de árvore e gravetos. Poderão, eventualmente, preferir folha de palmeira (se houver disponível), que carregam para os seus ninhos sob suas penas no caso dos Agapornis roseicollis, sendo que os Agapornis personatus costumam levar no bico. A maioria das espécies pica o material no interior do ninho. Após o acasalamento, a fêmea começa a postura dos ovos, sendo por norma postos em dias alternados num total de 3 a 6 ovos. O tempo de incubação dos ovos varia de 21 a 23 dias, contando a partir da postura do primeiro ovo. Após o nascimento, a mãe fica responsável por alimentar a prole e o macho alimenta a mãe. Os filhos são expulsos do ninho pela mãe após cerca de 45 dias. A partir desse momento o pai passa a ser o único responsável por alimentá-los até que aprendam a alimentar-se sozinhos.
A partir dos nove meses a maioria das espécies já são férteis.
Algumas espécies de Agapornis apresentam dismorfismo sexual.